# Kastory Edina
Kastory Edina (Budapest, 1958. április 28. –) a Nemzeti Média- és Hírközlési Hatóság Média- és hírközlési biztos hivatalának vezetője, ügyvéd, jogi szakértő.

## Életútja
Egyetemi tanulmányait az Eötvös Loránd Tudományegyetem Állam- és Jogtudományi Karán végezte. Ügyvédi karrierje során leginkább a polgári-vállalati jog, illetve a hírközlés és média, valamint a gyógyszeripari szakjog területén tevékenykedett. 2002–2009 között az ORTT Panaszbizottsága egyik tanácsának volt a vezetője. A média- és hírközlési biztos tisztségét Bodonovich Jenő nyugdíjba vonulását követően nyerte el 2015. május 1. napjától és ezzel a Nemzeti Média- és Hírközlési Hatóság Média- és hírközlési biztos hivatalának vezetője lett.